# Euphorbia capillaris
Euphorbia capillaris är en törelväxtart som beskrevs av François Gagnepain. Euphorbia capillaris ingår i släktet törlar, och familjen törelväxter. Inga underarter finns listade i Catalogue of Life.